# Trans Executive Airlines
Trans Executive Airlines of Hawaii ist eine amerikanische Fluggesellschaft mit Sitz am Daniel K. Inouye International Airport in Honolulu, Hawaii, die unter dem Namen Transair Frachtflüge und unter dem Namen Transair Global Charterflüge durchführt. Die Fluggesellschaft wurde 1982 von Teimour Riahi gegründet.

## Flugverbot
Am 2. Juli 2021, nach dem Absturz einer Boeing 737, wurde Rhoades Aviation (der Betreiber von Transair) von der FAA aufgrund von Wartungs- und Sicherheitsmängeln mit einem Flugverbot belegt. Am 25. Mai 2022 kündigte die FAA unter Berufung auf zahlreiche Sicherheitsverstöße, die bei der Untersuchung von Flug 810 festgestellt worden waren, an, dass sie Rhoades Aviation das Air Operator Certificate entziehen werde. Zu den festgestellten Verstößen gehörten 33 Flüge, die mit nicht lufttüchtigen Triebwerken durchgeführt worden waren. Rhoades Aviation wurde eine Frist bis zum 8. Juni 2022 eingeräumt, um gegen die Entscheidung der Behörde Einspruch zu erheben.

## Flugziele
Alle Flugziele der Transair liegen auf Hawaii, Vereinigte Staaten.

## Flotte

### Aktuelle Flotte
Laut „Planespotters“ besteht die Flotte der Trans Executive Airlines mit Stand vom 10. Oktober 2023 aus 2 Flugzeugen mit einem Durchschnittsalter vom 44,3 Jahren, wohingegen „Pilotcareercenter“ und „Flightradar24“ behaupten, dass Transair mehrere Short SD3-60 einsetzt. Die Anzahl der Flugzeuge wird auch unterschiedlich angegeben:
| Flugzeugtyp     | Anzahl | Anmerkungen | Durchschnittsalter |
| --------------- | ------ | ----------- | ------------------ |
| Boeing 737-200C | ?      | Cargo       | 44,3 Jahre         |
| Short 360       | ?      | Cargo       | ?                  |

### Ehemalige Flugzeugtypen
Transair setzte in der Vergangenheit eine Boeing 737-400 ein.

## Zwischenfälle
- Am 29. Januar 1996  kollidierte eine Cessna 402B beim Start vom Waimea-Kohala Airport in Kamuela, Hawaii mit steilem Gelände. Der Pilot erlitt tödliche Verletzungen, zwei Frachtlader an Bord wurden schwer verletzt und das Flugzeug musste abgeschrieben werden.[8]
- Am 2. Juli 2021 musste eine Boeing 737-200 nach dem Start vom Daniel K. Inouye International Airport wegen eines Triebwerksausfalls notwassern.[9] Der Kapitän erlitt schwere Verletzungen, während sein Copilot mit leichten Verletzungen davon kam (siehe auch: Transair-Flug 810).[10]